# جيانفرانكو لومباردي
جيانفرانكو لومباردي (بالإيطالية: Gianfranco Lombardi)‏ هو مدرب كرة سلة إيطالي، ولد في 20 مارس 1941 في ليفورنو في إيطاليا وتوفى في 22 يناير 2021.

## وصلات خارجية
- جيانفرانكو لومباردي على موقع الاتحاد الدولي لكرة السلة (الإنجليزية)
- جيانفرانكو لومباردي على موقع الاتحاد الدولي لكرة السلة (الإنجليزية)
- جيانفرانكو لومباردي على موقع سبورتس رفرنس (الإنجليزية)
- جيانفرانكو لومباردي على موقع أوليمبيديا (الإنجليزية)